# Cambra de fils

Cambra de filferro amb cables (W) i plaques de càtode (−) (P). Les partícules que viatgen al llarg de la trajectòria T ionitzaran els àtoms de gas i alliberaran una càrrega que recull un amplificador (A) (impuls a la sortida).

Una cambra de filferro o cambra proporcional multifilar és un tipus de comptador proporcional que detecta partícules carregades i fotons i pot donar informació de posició sobre la seva trajectòria al recollir i mesurar la ionització del gas.

## Descripció
La cambra multifilar utilitza una sèrie de cables (fils) d'alta tensió (ànode), que travessen una cambra amb parets conductores (càtode) mantingudes a un potencial més baix que l'ànode i que pot ser a terra. Alternativament, els cables poden estar al potencial de terra i el càtode a una tensió negativa alta; l'important és que un camp elèctric uniforme atrau electrons addicionals o ions negatius als cables de l'ànode amb poc moviment lateral.
La cambra s'omple amb gas escollit amb cura, com ara una barreja d'argó/metà, de manera que qualsevol partícula ionitzant que passa per la cambra ionitzarà els àtoms circumdants del gas. Els ions i electrons resultants són accelerats pel camp elèctric a través de la cambra, uns cap el càtode i els altres cap a l`ànode. Al ser accelerats, en aquest recorregut podran ionitzar altres àtoms amb el provoquen una cascada localitzada d'ionització coneguda com una allau de Townsend. Això s'acumula al cable més proper i dona lloc a una càrrega proporcional a l'efecte d'ionització de la partícula detectada. Mesurant els polsos de tots els cables, es pot calcular la trajectòria de les partícules.
Les adaptacions d'aquest disseny bàsic són el buit prim, la placa resistiva i les cambres de deriva. La cambra de deriva també es subdivideix en rangs d'ús específic en els dissenys de cambra coneguts com a projecció de temps, gas microstrip i aquells tipus de detectors que utilitzen silici.

Línia equipotencial i línia de camp en un MWPC

## Desenvolupament
El 1968, Georges Charpak, mentre treballava a l'Organització Europea per a la Recerca Nuclear ( CERN ), va inventar i desenvolupar la cambra proporcional multifilar (MWPC). Aquest invent li va fer guanyar el Premi Nobel de Física l'any 1992. La cambra va ser un avenç respecte a la cambra de bombolles, que només detectava una o dues partícules per segon, fins a una taxa d'unes 1000 deteccions de partícules per segon. El MWPC va produir senyals electrònics a partir de la detecció de partícules, cosa que va permetre als científics analitzar les dades mitjançant ordinadors. La cambra multifilar és un desenvolupament de la cambra d'espurna.

## Gasos interns
En un experiment típic, la cambra conté una barreja d'aquests gasos:
- argó (aproximadament 2/3)
- isobutà (poc menys d'1/3)
- freó (0,5%)

La cambra també es podria omplir amb:
- xenó líquid;
- tetrametilsilà líquid; o
- vapor de tetraquis(dimetilamino)etilè (TMAE).

## Aplicacions
Durant molt de temps, es van utilitzar cambres de bombolles per a la detecció i observació de trajectòries de partícules ionitzants, però amb la millora de l'electrònica, es va fer desitjable tenir un detector amb lectura electrònica ràpida (en les cambres de bombolles, es feien exposicions fotogràfiques i després es revisaven les fotografies impreses resultants). Com en el comptador Geiger, una partícula deixa un rastre d'ions i electrons, que es desplacen cap a la carcassa o al fil més proper, respectivament. En una cambra multifilar es poden utilitzar milers de fils en paral·lel. Marcant els fils que han tingut un pols de corrent, es pot veure la trajectòria de la partícula.
La cambra té una molt bona resolució temporal relativa, una bona precisió posicional i funcionament d'activació automàtica (self-trigger) (Ferbel 1977)
El desenvolupament d'aquesta cambra va permetre els científics estudiar les trajectòries de les partícules amb una precisió millorada, i també, per primer cop, observar i estudiar interaccions més complexes i infreqüents, al possibilitar l'anàlisi d'un nombre més gran d'interaccions.

## Cambres de deriva
Si també es mesura amb precisió el temps dels polsos de corrent als fils i es té en compte que els ions necessiten un temps més llarg per desplaçar-se fins al fil més proper, es pot inferir la distància de la partícula al fil. Això augmenta considerablement l'exactitud de la reconstrucció de la trajectòria i és conegut com una cambra de deriva.
Una cambra de deriva funciona equilibrant la pèrdua d'energia en les partícules (causada per les col·lisions amb les partícules de gas) amb l'adquisició d'energia pels camps elèctrics utilitzats per accelerar les partícules. El disseny és similar al de la cambra proporcional de multifilar però amb una distància més llarga entre els fils de la capa central. La detecció de partícules carregades dins de la cambra es basa en la ionització del gas causada pel moviment d’aquestes i els seus xocs amb els àtoms del gas.
El detector CDF II de Fermilab contenia una cambra de deriva anomenada Central Outer Tracker. La cambra contenia gas argó i età, i fils separats per espais de 3,56 mil·límetres.
El detector H1 de HERA a DESY tenia dos cambres de deriva concèntrics amb els fils paral·lels als feixos. Es van fer servir dues barreges, una amb argó, diòxid de carboni i metà, i una altra amb argò i età.
Si es fan servir dues cambres de deriva amb els fils d'una ortogonals als fils de l'altra, i ambdues ortogonals a la direcció del feix, es pot obtenir una mesura més precisa de la posició. Si es fa servir un detector addicional simple (com el que s'utilitza en un comptador de veto) per detectar la partícula a una distància fixa abans o després dels fils, amb una resolució posicional baixa o nul·la, es pot fer una reconstrucció tridimensional i deduir la velocitat de la partícula a partir de la diferència en el temps de pas de la partícula en les diferents parts del detector. Aquesta configuració dóna lloc a un detector anomenat cambra de projecció en el temps (TPC).
Per mesurar la velocitat dels electrons en un gas (velocitat de deriva), un paràmetre molt important d'aquestes cambres, hi ha cambres de deriva especials: les cambres de deriva de velocitat, que mesuren el temps de deriva per a una ubicació coneguda d'ionització.

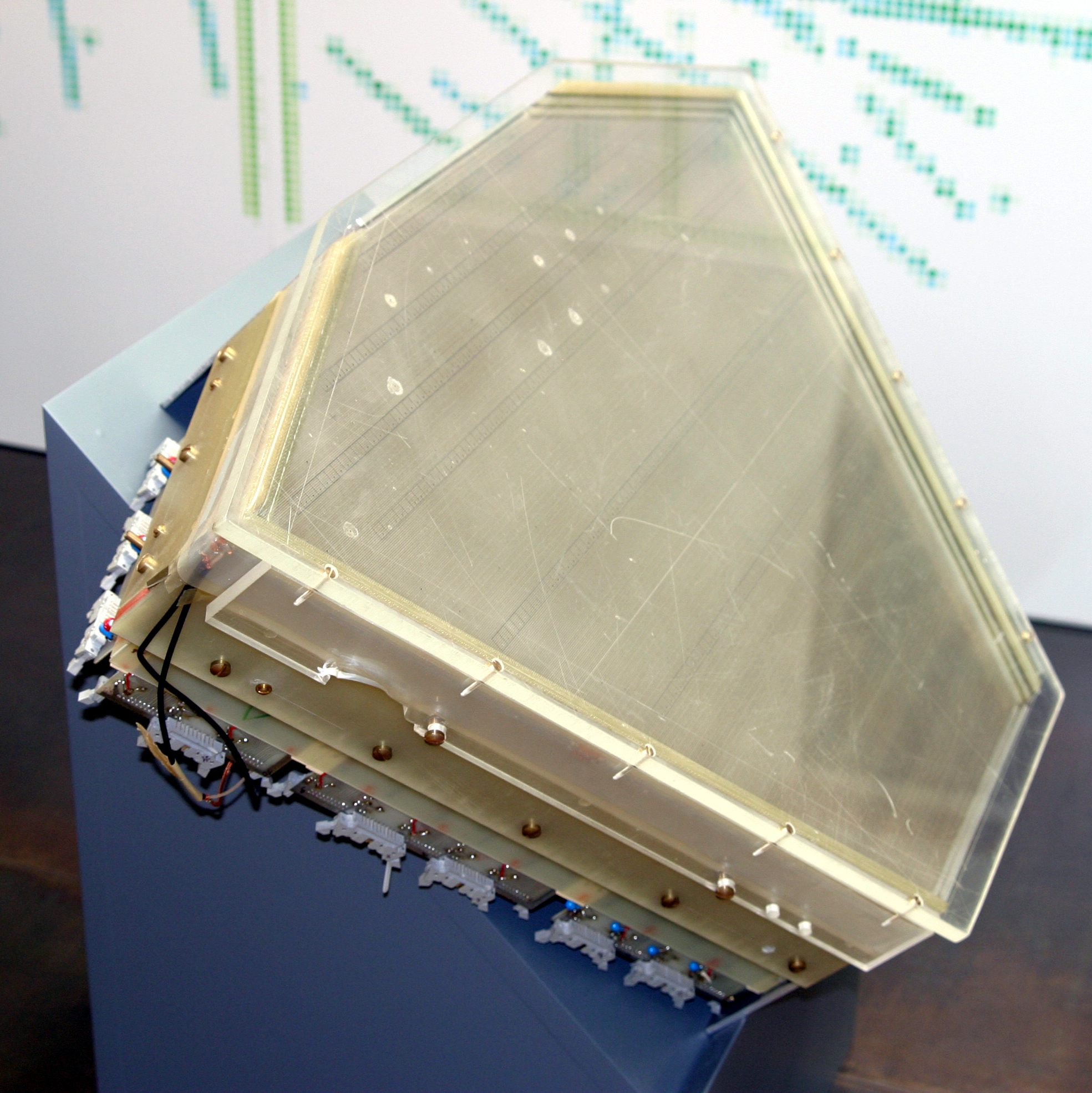
Tall que mostra l'interior d'una cambra de deriva
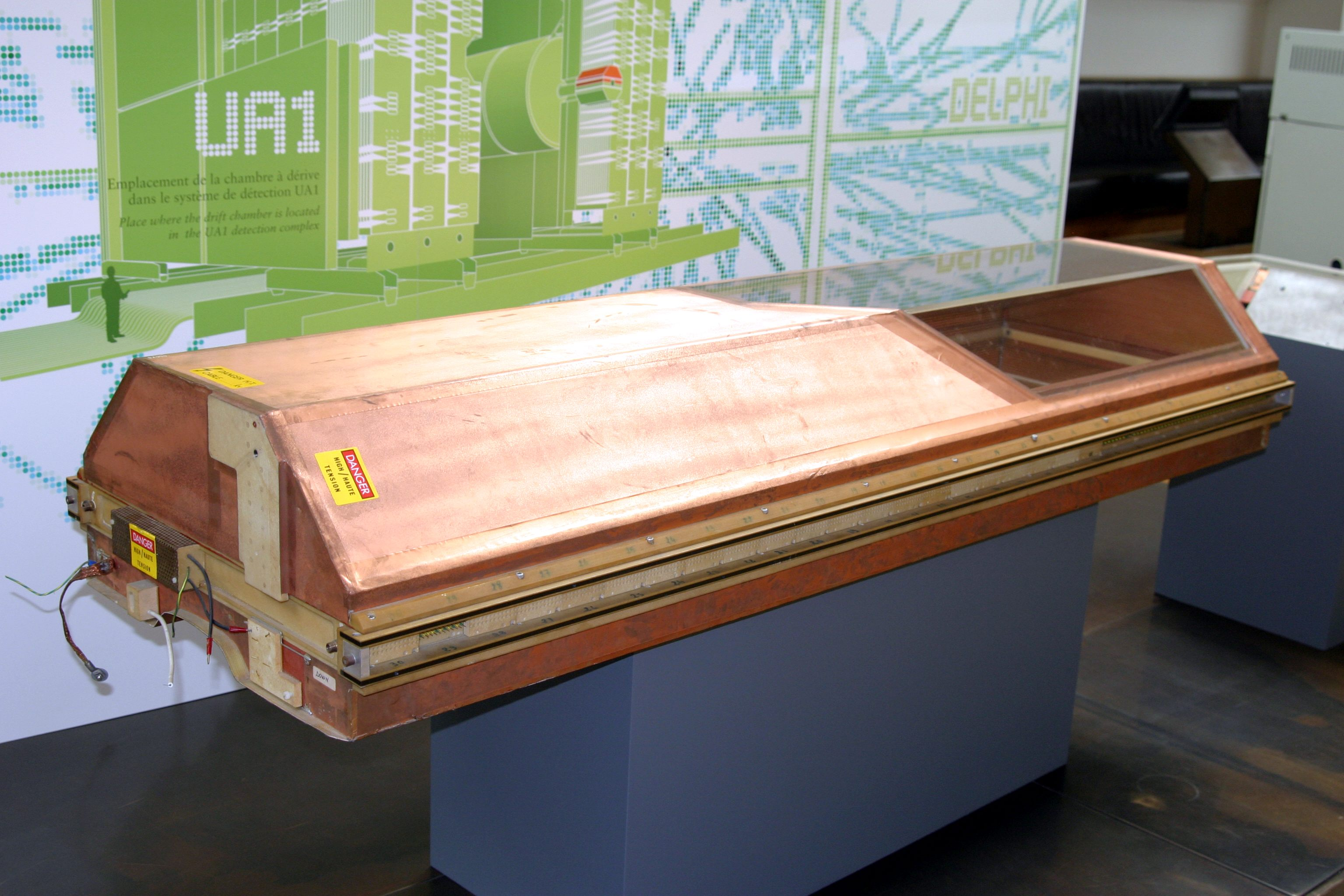
Cambra de deriva al Musée des Arts et Métiers de París